# Giulia Benite
Giulia Barreto Benite (São Paulo, 14 de junho de 2008) é uma atriz brasileira. É conhecida por interpretar Mônica nos filmes Turma da Mônicaː Laços e Turma da Mônicaː Lições.

## Biografia e Carreira
Giulia nasceu em São Paulo, filha de Clenci Benite e Adriana Barreto. Tem uma irmã, Bela Benite, que cursava teatro. Inspirada pela irmã, Giulia fez alguns testes para filmes, mas não obteve sucesso. Em abril de 2017 ela realizou os testes para interpretar Mônica no filme Laços e conseguiu o papel. Laços estreou em 2019 e Giulia foi aclamada. O papel lhe proporcionou novos trabalhos, e ainda em 2019 participou da série Segunda Chamada e gravou o filme 10 Horas para o Natal, ao lado de Luis Lobianco, Lorena Queiroz e Pedro Miranda. Ganhou o prêmio de Revelação do Ano, dos Meus Prêmios Nick, pelo papel de Mônica. Em 2021, estrelou a sequência de Laços, Lições e e participou da segunda e última temporada de Segunda Chamada.  Em 2022, reprisou o papel de Mônica na finalização da trilogia Turma da Mônica - A Série.
Em 2024, interpretou Bebel, uma uma jovem cadeirante que deixa o interior para viver na cidade grande afim de completar seus estudos, Chama a Bebel estreou em janeiro nos cinemas. Em maio retorna aos cinemas em  De Repente, Miss, comédia com estrelada ao lado de Fabiana Karla e Danielle Winits.
Giulia também fez o teste em 2020 para interpretar a personagem America Chavez em Doutor Estranho no Multiverso da Loucura, onde passou da primeira fase, porém, o papel acabou indo para Xochitl Gomez. Em 2022, ela também fez o teste para a personagem Annabeth Chase em Percy Jackson, mas o papel foi para Leah Jeffries.

## Filmografia

### Televisão
| Ano     | Título                    | Personagem       | Notas |
| ------- | ------------------------- | ---------------- | ----- |
| 2019–21 | Segunda Chamada           | Giovana Carrasco |       |
| 2022    | Turma da Mônica - A Série | Mônica Sousa     |       |
| 2024    | Mal Me Quer               | Malu             |       |
| 2025    | Arcanjo Renegado          | TBA              |       |

### Cinema
| Ano  | Título                  | Personagem   |
| ---- | ----------------------- | ------------ |
| 2019 | Turma da Mônicaː Laços  | Mônica Sousa |
| 2020 | 10 Horas para o Natal   | Júlia        |
| 2021 | Turma da Mônicaː Lições | Mônica Sousa |
| 2024 | Chama a Bebel           | Bebel        |
| 2024 | De Repente, Miss        | Luiza        |
| 2024 | Morando com o Crush     | Luana        |
| 2024 | Rumor                   | Olivia       |
| 2024 | Minha Amiga             |              |

### Dublagem
| Ano  | Título   | Personagem |
| ---- | -------- | ---------- |
| 2023 | Perlimps | Bruô       |

### Teatro
| Ano  | Título  | Personagem |
| ---- | ------- | ---------- |
| 2020 | Matilda | Matilda    |

## Prêmios e indicações
| Ano  | Prêmio                              | Categoria                         | Nomeações                 | Resultado |
| ---- | ----------------------------------- | --------------------------------- | ------------------------- | --------- |
| 2019 | Meus Prêmios Nick                   | Revelação do Ano                  | Turma da Mônicaː Laços    | Venceu    |
| 2022 | Festival SESC Melhores Filmes       | Melhor Atriz Nacional             | Turma da Mônica: Lições   | Indicada  |
| 2022 | SEC Awards                          | Melhor Atriz Nacional em Filme    | Turma da Mônica: Lições   | Indicada  |
| 2022 | Prêmio Guarani de Cinema Brasileiro | Melhor Atriz                      | Turma da Mônica: Lições   | Indicada  |
| 2022 | Prêmio Jovem Brasileiro             | Melhor Atriz                      | Turma da Mônica - A Série | Indicada  |
| 2022 | Prêmio Jovem Brasileiro             | Jovem do Futuro                   | Giulia Benite             | Indicada  |
| 2022 | Prêmio Jovem Brasileiro             | Revelação Digital                 | Giulia Benite             | Venceu    |
| 2023 | SEC Awards                          | Melhor Atriz em Série Adolescente | Turma da Mônica - A Série | Venceu    |